# Le Mans Prototype
Le Mans Prototype er en sportsvognsprototype af racerbiler der blandt andet bliver anvendt i FIA World Endurance Championship og 24-timers racerløbet i Le Mans, samt flere regionale Le-Mans-løbsserier i verden. Reglementet er opfundet og styret af den franske organisation Automobile Club de l'Ouest. Bilerne er delt op i to klasser; LMP1 og LMP2.